# Tracts for the Times

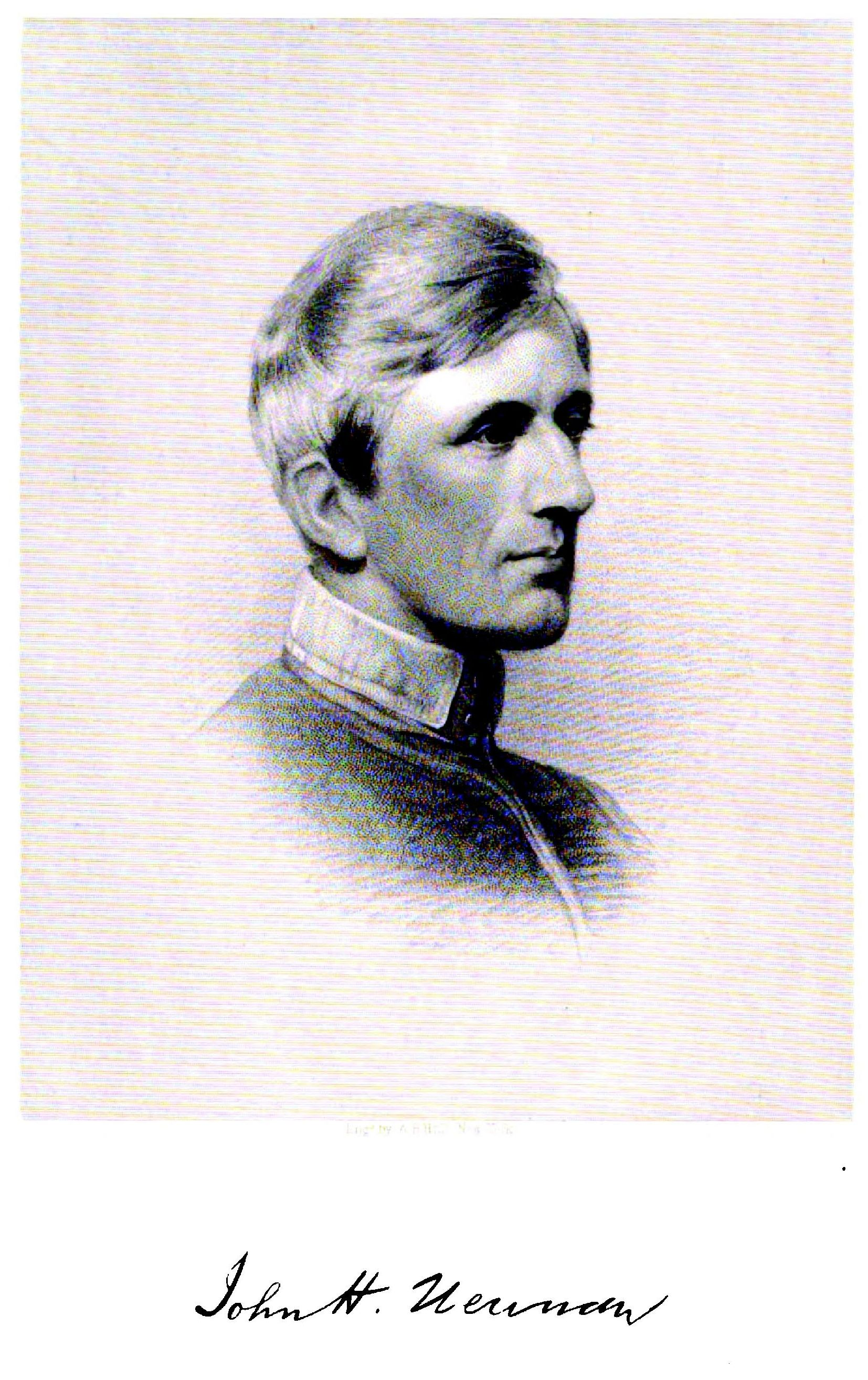
Ritratto del giovane John Henry Newman

I Tracts for the Times furono una serie di 90 pubblicazioni teologiche, varianti in lunghezza da poche pagine alle dimensioni di un libro, prodotte tra il 1833 e il 1841 dai membri del Movimento di Oxford, un gruppo che ha rilanciato l'Anglo-cattolicesimo. Vi parteciparono una dozzina d'autori, inclusi i leader del movimento John Keble, John Henry Newman ed Edward Bouverie Pusey, ma fu Newman che prese l'iniziativa, dando il maggior contributo. Con l'ampia distribuzione associata alla forma del tract, e un prezzo in pennies, i Tracts riuscirono ad attirare l'attenzione del pubblico sulle posizioni del Movimento di Oxford riguardo alla dottrina, ma anche il suo approccio generale, tanto che Tractarian divenne un sinonimo per sostenitore del movimento.

## Pubblicazioni
Molti dei tracts erano introdotti dal destinatario, indicando il pubblico cui si rivolgevano: Ad Clerum (al clero), Al Popolo (al popolo), o Ad Scholas (Agli studiosi). I primi venti tracts apparvero nel 1833, e altri 30 nel 1834. Dopo ciò il ritmo rallentò, ma i contributi successivi furono più sostanziali sulle questioni dottrinali. Inizialmente queste pubblicazioni erano anonime, o erano firmate con pseudonimi, o erano ancora delle fittizie ristampe dei teologi dei secoli passati. La paternità dei tracts furono riscoperte dai successivi studiosi del Movimento di Oxford. Tramite Francis Rivington, i tracts furono pubblicati dalla casa dei Rivingtons a Londra.

## Opposizione
I Tracts suscitarono anche una letteratura secondaria da parte degli oppositori. Significative repliche da parte degli evangelici, ovvero dagli anglicani della Low Church, furono quelle di William Goode nel Tract XC Historically Refuted (1845), e di Isaac Taylor. Il termine Tractarian applicato ai seguaci di Keble, Pusey e Newman fu usato a partire dal 1839 nei sermoni di Christopher Benson. La serie dei Tracts fu fatta cessare per l'intervento di Richard Bagot, il vescovo di Oxford di per sé non ostile ai Tractarians che però, in seguito alla pubblicazione del Tract 90 di Newman, che suggeriva un'interpretazione eterodossa dei 39 articoli della Chiesa anglicana e che causò una controversia nell'Università, ne ordinò la sospensione. Nel 1843 il teologo William Palmer, inizialmente sostenitore del Movimento, ne prese le distanze criticando l'esperienza del movimento nel suo Narrative of Events connected with the Publication of Tracts for the Times.

## Letteratura
William Palmer nel 1843 pubblicò A Narrative of Events Connected with the Publication of the Tracts for the Times, dedicata a Bagot. Nella prefazione Palmer è interessato a polemizzare contro il punto di vista secondo cui i Tracts erano un tentativo di introdurre le credenze della Chiesa Cattolica Romana in quella anglicana; per posizionare i Tracts nel giusto contesto contribuì, a partire dal 1833, alla formazione dell'Association of Friends of the Church (creata da Hugh James Rose e da Richard Hurrell Froude ) che era il passo iniziale nel Movimento di Oxford. Quest'opera poi ha provocato una dichiarazione importante da parte di William George Ward.

## Tabella deiTracts
| Number | Date                    | Title | Author                                                   | Comment |
| ------ | ----------------------- | --- | -------------------------------------------------------- | --- |
| 1      | 9 settembre 1833        | Thoughts on the Ministerial Commission, respectfully addressed to the clergy. | John Henry Newman                                        | |
| 2      | 9 settembre 1833        | The Catholic Church. | Newman                                                   | |
| 3      | 9 settembre 1833        | Thoughts respectfully addressed to the Clergy on alterations in the Liturgy. The Burial Service. The Principle of Unity.                                                                                              | Newman                                                   | |
| 4      | 21 settembre 1833       | Adherence to the Apostolical Succession the safest course. On Alterations in the Prayer-book. | John Keble                                               | |
| 5      | 18 ottobre 1833         | A short address to his Brethren on the Nature and Constitution of the Church of Christ, and of the Branch of it established in England. By a Layman.                                                                  | John William Bowden                                      | |
| 6      | 29 ottobre 1833         | The Present Obligation of Primitive Practice. A Sin of the Church. | Newman                                                   | Ad Populum |
| 7      | 29 ottobre 1833         | The Episcopal Church Apostolical. | Newman                                                   | |
| 8      | 31 ottobre 1833         | The Gospel a Law of Liberty. | Attribuito a Newman. Forse Hurrell Froude                | |
| 9      | 31 ottobre 1833 B       | On Shortening the Church Service. | Hurrell Froude                                           | |
| 10     | 4 novembre 1833         | Heads of a Week-day lecture, delivered to a country congregation in -------shire. | Newman                                                   | |
| 11     | 11 novembre 1833        | The Visible Church. | Newman                                                   | |
| 12     | 4 dicembre 1833         | Bishops, Priests, and Deacons. Richard Nelson. No. 1. | Thomas Keble (come Richard Nelson)                       | "Richard Nelson" era uno pseudonimo. |
| 13     | 5 dicembre 1833         | Sunday Lessons. The Principle of Selection. | John Keble                                               | |
| 14     | 12 dicembre 1833        | The Ember Days. | Alfred Menzies                                           | Ad Populum. Menzies era Fellow del Trinity College di Oxford. Laureatosi in Bachelor Arts nel 1832, fu ordinato diacono e nominato Curato di Godalming nel 1834, e ordinato prete nel 1835. Morì a Torquay, all'età di 26 anni, il 24 febbraio 1836. |
| 15     | 13 dicembre 1833        | On the Apostolical Succession in the English Church. | William Palmer, completato da Newman                     | |
| 16     | 17 dicembre 1833        | Advent. | Benjamin Harrison                                        | |
| 17     | 20 dicembre 1833        | The Ministerial Commission, a Trust from Christ for the Benefit of His People. | Benjamin Harrison                                        | |
| 18     | 21 dicembre 1833        | Thoughts on the Benefits of the System of Fasting Enjoined by Our Church. | Edward Bouverie Pusey                                    | Pusey pubblicò questo trattato con le sue iniziali. |
| 19     | 23 dicembre 1833        | On arguing concerning the Apostolical Succession. On Reluctance to confess the Apostolical Succession. | Newman                                                   | |
| 20     | 24 dicembre 1833        | The Visible Church. Lettera III. | Newman                                                   | Ad Scholas. |
| 21     | 1º gennaio 1834         | Mortification of the Flesh a Scripture duty. | Newman                                                   | Ad Populum. Newman lasciò le sue iniziali in questo Tract, che supportò il 18º elaborato da Pusey. |
| 22     | 6 gennaio 1834          | The Athanasian Creed. Richard Nelson. No. II. | Thomas Keble (as Richard Nelson)                         | |
| 23     | 6 gennaio 1834          | The Faith and Obedience of Churchmen, the Strength of the Church. | Arthur Philip Perceval                                   | |
| 24     | 25 gennaio 1834         | The Scripture View of the Apostolical Commission. | Benjamin Harrison                                        | |
| 25     | 25 gennaio 1834         | The great Necessity and Advantage of Public Prayer. | Ristampato, estratto dal Sermone di William Beveridge's  | Ad Populum. |
| 26     | 2 febbraio 1834         | The Necessity and Advantage of Frequent Communion. | Ristampato, estratto dal sermone di William Beveridge's. | |
| 27     | 24 febbraio 1834        | The History of Popish Transubstantiation. | Ristampato, di John Cosin.                               | |
| 28     | 25 marzo 1834           | The same, concluso. |                                                          | |
| 29     | 25 marzo 1834           | Christian Liberty; Or, Why Should We Belong to the Church of England? By a Layman. | John William Bowden                                      | |
| 30     | 25 marzo 1834           | The same continued. | John William Bowden                                      | |
| 31     | 25 aprile 1834          | The Reformed Church. | Newman                                                   | Ad Clerum. |
| 32     | 25 aprile 1834          | On the Standing Ordinances of Religion. | Charles Page Eden                                        | |
| 33     | 1º maggio 1834          | Primitive Episcopacy. | Newman                                                   | Ad Scholas. |
| 34     | 8 maggio 1834           | Rites and Customs of the Church. | Newman                                                   | Ad Scholas. |
| 35     | 8 maggio 1834           | The People's Interest in Their Minister's Commission. | Arthur Philip Perceval                                   | |
| 36     | 11 giugno 1834          | Account of Religious Sects at Present Existing in England. | Arthur Philip Perceval                                   | |
| 37     | 24 giugno 1834          | Bishop Wilson's Form of Excommunication. | Ristampato, di Thomas Wilson                             | Ad Populum. |
| 38     | 25 giugno 1834          | Via Media. No. I. | Newman                                                   | Ad Scholas. Più tardi come cattolico, nel suo Essay on the Development of Christian Doctrine del 1845 (il Retractation of Anti-Catholic Statements), Newman ricordò il suo linguaggio in questo tract: «In 1834 I also used, of certain doctrines of the Church of Rome, the epithets 'unscriptural,' 'profane,' 'impious,' 'bold,' 'unwarranted,' 'blasphemous,' 'gross,' 'monstrous,' 'cruel,' 'administering deceitful comfort,' and 'unauthorised,' in Tract 38. I do not mean to say that I had not a definite meaning in every one of those epithets, or that I did not weigh them before I used them», ovvero: Nel 1834 ho anche usato, in riferimento a determinate dottrine della Chiesa di Roma, gli epiteti "scritturale", "profana", "empia", "temeraria", "ingiustificata", "blasfema", "grossolana", "mostruosa", "crudele", "che amministra in modo ingannevole", e "abusiva", nel Tract 38. Io non intendo dire che non avevo un significato definitivo in ciascuno di questi epiteti, o che Io non li pesassi prima di usarli. |
| 39     | 25 giugno 1834          | Bishop Wilson's Form of Receiving Penitents. | Ristampato, di Thomas Wilson                             | Ad Populum. |
| 40     | 25 giugno 1834          | Baptism. Richard Nelson III. | John Keble (as Richard Nelson)                           | |
| 41     | 24 agosto 1834          | Via Media. No. II. | Newman                                                   | Ad Scholas. |
| 42     | 24 agosto 1834          | Bishop Wilson's Meditations on his Sacred Office. No. I, Sunday. | Ristampato, di Thomas Wilson                             | Ad Populum. |
| 43     | 21 settembre 1834       | Length of the Public Service. Richard Nelson. No. IV. | Thomas Keble (come Richard Nelson)                       | Ad Populum. |
| 44     | 28 settembre 1834       | Bishop Wilson's Meditations on his Sacred Office. No. II, Monday. | Ristampato, di Thomas Wilson                             | Ad Populum. |
| 45     | 18 ottobre 1834         | The Grounds of our Faith. | Newman                                                   | Ad Clerum. |
| 46     | 28 ottobre 1834         | Bishop Wilson's Meditations on his Sacred Office. No. III, Tuesday. | Ristampato, di Thomas Wilson                             | Ad Populum. |
| 47     | 1º novembre 1834        | The Visible Church. Letter IV. | Newman                                                   | Ad Clerum. |
| 48     | 30 novembre 1834        | Bishop Wilson's Meditations on his Sacred Office. No. IV, Wednesday. | Ristampato, di Thomas Wilson                             | Ad Populum. |
| 49     | 25 dicembre 1834        | The Kingdom of Heaven. | Benjamin Harrison                                        | |
| 50     | 26 dicembre 1834        | Bishop Wilson's Meditations on his Sacred Office. No. IV, Mercoledì (continuato). | Ristampato, di Thomas Wilson                             | Ad Populum. |
| 51     | 6 gennaio 1835          | On Dissent without Reason in Conscience. | Robert F. Wilson                                         | |
| 52     | [Undated]               | Sermons for Saints' Days and Holidays. No. 1, St. Matthias. | John Keble                                               | |
| 53     | 24 febbraio 1835        | Bishop Wilson's Meditations on his Sacred Office. No. V, Thursday. | Ristampato, di Thomas Wilson                             | Ad Populum |
| 54     | 2 febbraio 1835         | Sermons for Saints' Days and Holidays. No. 2, The Annunciation of the Blessed Virgin Mary. | John Keble                                               | |
| 55     | 25 marzo 1835           | Bishop Wilson's Meditations on his Sacred Office. No. V, Thursday (continued) | Ristampato, di Thomas Wilson                             | Ad Populum |
| 56     | 25 marzo 1835           | Holy Days observed in the English Church. | John William Bowden                                      | Ad Populum |
| 57     | 25 marzo 1835           | Sermons on Saints' Days. No. 3, St Mark's Day. | John Keble                                               | Ad Populum |
| 58     | 19 aprile 1835          | On the Church as viewed by Faith and by the World. | John William Bowden                                      | Ad Populum |
| 59     | 25 aprile 1835          | The position of the Church of Christ in England, relatively to the State and the Nation. | Hurrell Froude                                           | Ad Clerum |
| 60     | 25 marzo 1835           | Sermons for Saints' Days and Holidays. No. 4. St. Philip and St. James. | John Keble                                               | Ad Populum |
| 61     | 1º maggio 1835          | The Catholic Church a Witness against Illiberality. | Antony Buller                                            | |
| 62     | 1º maggio 1835          | Bishop Wilson's Meditations on his Sacred Office. No. V, Thursday (continuato) | Ristampato, di Thomas Wilson                             | Ad Populum |
| 63     | 1º maggio 1835          | The Antiquity of the existing Liturgies. | Richard Hurrell Froude                                   | Ad Clerum |
| 64     | 11 giugno 1835          | Bishop Bull on the Ancient Liturgies. | Ristampato, di George Bull                               | Ad Populum |
| 65     | 28 giugno 1835          | Bishop Wilson's Meditations on his Sacred Office. No. VI, Venerdì (abbreviato). | Ristampato, di Thomas Wilson                             | Ad Populum. Edizioni più tarde stamparono il Tract nella sua lunghezza. |
| 66     | 13 aprile 1835          | On the Benefits of the System of Fasting Prescribed by Our Church. Supplemento al Tract XVIII | Edward Bouverie Pusey                                    | |
| 67     | 24 agosto 1835          | Scriptural Views of Holy Baptism. | Edward Bouverie Pusey                                    | Ad Clerum. «In these [67, 68, 69] Pusey maintained that regeneration is connected with baptism both in scripture and in the writings of the early church. A second edition of the first of the three tracts appeared in 1839; in it the argument was entirely confined to scripture, but was expanded from forty-nine to four hundred pages.», ovvero: In questi Tract Pusey sostenne che la rigenerazione è connessa al battesimo sia nelle Scritture che negli scritti della Chiesa delle Origini. Una seconda edizione del primo di questi tre Tracts apparve nel 1839; in essa l'argomento era interamente confinato alla Scrittura, ma era espanso da 39 a 400 pagine. |
| 68     | 29 settembre 1835       | Scriptural views of Holy Baptism (continuato). | Edward Bouverie Pusey                                    | Ad Clerum |
| 69     | 18 ottobre 1835         | Scriptural Views of Holy Baptism (concluso). | Edward Bouverie Pusey                                    | Ad Clerum |
| 70     | 28 ottobre 1835         | Bishop Wilson's Meditations on his Sacred Office. No. VII, Saturday (abbreviato). | Ristampato, di Thomas Wilson                             | Ad Populum |
| 71     | 1º gennaio 1836         | On the Controversy with the Romanists (No. I, Contro il Romanismo). | Newman                                                   | Ad Clerum |
| 72     | 6 gennaio 1836          | Archbishop Ussher on Prayers for the Dead (No. II, Contro il Romanismo). | Ristampato, di James Ussher                              | |
| 73     | 2 febbraio 1836         | On the Introduction of Rationalistic Principles into Religion. | Newman                                                   | Ad Scholas. Contro Thomas Erskine of Linlathen e Jacob Abbott. |
| 74     | 25 aprile 1836          | Catena Patrum No. I. Testimony of Writers in the later English Church to the Doctrine of the Apostolical Succession                                                                                                   | Newman                                                   | Ad Populum. «It contains extracts from the writings of forty-three English theologians, the first being Bilson who died in 1616, and the last Mant who died in 1848. In the entire list there are but four Archbishops of Canterbury (Bancroft, Laud, Wake and Potter). There are very many non-jurors, some very distinguished typical Anglicans and others of no great note or weight.», ovvero: «Contiene estratti dagli scritti di quarantatre teologi inglesi, il primo che è Bilson e che morì nel 1616, e l'ultimo che fu Mant che morì nel 1848. Nell'intera lista ci sono quattro Arcivescovi di Canterbury (Brancfort, Laud, Wake e Potter). Ci sono molti non-jurors, alcuni davvero ragguardevoli anglicani e altri di nessuna nota o significativo peso». Essi furono: Thomas Bilson; Richard Hooker; Richard Bancroft; Lancelot Andrewes; Joseph Hall; William Laud; John Bramhall; Joseph Mede; Francis Mason; Robert Sanderson; Henry Hammond; Jeremy Taylor; Peter Heylin; Richard Allestree; John Pearson; John Fell; George Bull; Edward Stillingfleet; Thomas Ken; William Beveridge; John Sharp; John Scott; William Wake; John Potter; Robert Nelson; John Kettlewell; George Hickes; William Law; John Johnson; Henry Dodwell; Jeremy Collier; Charles Leslie; Thomas Wilson; Joseph Bingham; Philip Skelton; Samuel Johnson; George Horne; William Jones; Samuel Horsley; Reginald Heber; John Jebb; William Van Mildert; Richard Mant. |
| 75     | 24 giugno 1836          | On the Roman Breviary as embodying the substance of the Devotional Services of the Church Catholic. | Newman                                                   | Ad Clerum. Abbozzato da Hurrell Froude. Questo Tract influenzò Robert Williams e Samuel Francis Wood, entrambi laici, nel tentativo di tradurre il Breviario romano. Newman mise fine a questo progetto. |
| 76     | 29 settembre 1836; 1840 | Catena Patrum No. II. Testimony of Writers in the later English Church to the Doctrine of Baptismal Regeneration | Newman                                                   | Ad Populum. John Jewell; Hooker; Andrewes; John Donne; Richard Field; Thomas Jackson; Laud; John Bramhall; Hammond; Taylor; Heylin; Allestrie; Isaac Barrow; Herbert Thorndike; Pearson; Bull; Thomas Comber; Ken; Simon Patrick; Beveridge; Sharp; Scott; Robert Jenkin; Thomas Sherlock; William Wall; Potter; Nelson; Daniel Waterland; Kettlewell; Hickes; Johnson; Leslie; Wilson; Bingham; Skelton; Horne; Jones; Reginald Heber; Jebb; Van Mildert; Mant. |
| 77     | 1º novembre 1836        | An Earnest Remonstrance to the Author of 'The Pope's Letter'. | Edward Bouverie Pusey, ristampato.                       | Diretto a Charles Dickinson dopo un anonimo attacco al punto di vista dei Tractarians riguardo alle preghiere per i defunti. |
| 78     | 2 febbraio 1837         | Catena Patrum. No. III. Testimony of Writers in the later English Church to the duty of maintaining, Quod semper, quod ubique, quod ab omnibus traditum est.                                                          | Henry Edward Manning e Charles Marriott                  | Ad Populum. Gli autori citati: Jewell; Convocation of 1571; The Queen's Council del 1582; Bilson; Hooker; Convocation del 1603; John Overall; Morton; Field; White; Hall; Laud; Richard Montagu; Jackson; Mede; James Ussher; Bramhall; Sanderson; John Cosin; Hammond; Thorndike; Taylor; Heylin; Commissioners del 1662; Pearson; Barrow; Bull; Edward Stillingfleet; Ken; Beveridge; Patrick; Sharp; Potter; John Ernest Grabe; Thomas Brett; Hickes; Jeremy Collier; Leslie; Waterland; Bingham; Jebb; Van Mildert. |
| 79     | 25 marzo 1837           | On Purgatory (Contro il Romanismo, No. III). | Newman                                                   | Ad Clerum. |
| 80     | [Undated]               | On Reserve in communicating Religious Knowledge, Parti I-III. | Isaac Williams                                           | This tract fu criticato da James Henry Monk. Williams replicò, venendo criticato di essere frettoloso. |
| 81     | 1º novembre 1837        | Catena Patrum. No. IV. Testimony of Writers in the later English Church to the doctrine of the Eucharistic Sacrifice. with an historical account of the changes in the Liturgy as to the expression of that doctrine. | Edward Bouverie Pusey                                    | La catena era per lo più opera di Benjamin Harrison. Gli autori citati: Jewell; Bilson; Hooker; Overall; Field; John Buckeridge; Thomas Morton; Andrewes; Mason; Francis White; Laud; Hall; Montagu; William Forbes; Mede; Brian Duppa; Compilers of the Scotch Prayer Book; William Nicholson; Bramhall; Cosin; Heylyn; Anthony Sparrow; Henry Ferne; Hammond; Thomas Barlow; Thorndike; Taylor; Daniel Brevint; William Sancroft; Matthew Scrivener; John Fell; Patrick; Gabriel Towerson; Bull; Stillingfleet; Smith; Beveridge; George Hooper; Henry Dodwell; Hickes; Comber; Collier; Nelson; Wake; Johnson; Wilson; Sherlock; Grabe; Leslie; Brett; Thomas Bennet; John Potter; John Hughes; Roger Laurence; William Law; Charles Wheatly; Glocester Ridley; Compilers of the American Prayer Book; William Jones of Nayland; Horsley; Charles Daubeny; Alexander Jolly; Henry Phillpotts. «[Pusey's] ‘Tracts’ on the holy eucharist appeared in 1836. Their primary object was to recall the attention of churchmen to the almost forgotten sacrificial aspect of the eucharist, as it was held by the early church and constantly asserted in the writings of the best Anglican divines. At the same time he was careful to guard his statements against any popular confusion with the distinctive doctrine of the Roman church.», ovvero I Tracts di Pusey sulla santa eucaristia apparvero nel 1836. Il loro primario obiettivo era quello di richiamare l'attenzione degli uomini di chiesa al quasi dimenticato aspetto sacrificale dell'eucaristia, come era ritenuto dalla Chiesa delle Origini e costantemente asserito negli scritti dei più importanti teologi anglicani. Allo stesso tempo era attento a proteggere le sue dichiarazioni contro una qualsiasi confusione popolare con la distintiva dottrina della Chiesa Romana. |
| 82     | 1º novembre 1837        | Prefazione, Titolo della pagina, e contenuti al Volume IV. La prefazione include Letter to a Magazine on the subject of Dr. Pusey's Tract on Baptism.                                                                 | Newman                                                   | |
| 83     | 29 giugno 1838          | Advent Sermons on Antichrist. | Newman                                                   | |
| 84     | 24 agosto 1838          | Whether a Clergyman of the Church of England be now bound to have Morning and Evening Prayers daily in his Parish Church.                                                                                             | Thomas Keble, conclusione ad opera di George Prevost.    | |
| 85     | 21 settembre 1838       | Letters on the Scripture proof of the Doctrines of the Church. Parte I. | Newman                                                   | |
| 86     | 25 marzo 1839           | Indications of a superintending Providence in the preservation of the Prayer-book and in the changes which it has undergone.                                                                                          | Isaac Williams                                           | |
| 87     | 2 febbraio 1840         | On Reserve in communicating Religious Knowledge (conclusione). | Isaac Williams                                           | Ad Clerum. |
| 88     | 25 marzo 1840           | The Greek Devotions of Bishop Andrews, translated and arranged. | Newman                                                   | |
| 89     | [Undated]               | On the Mysticism Attributed to the Fathers of the Church. | John Keble                                               | «...an attempted exposition of the “principles” governing patristic figurative exegesis of the Scriptures», ovvero un tentativo di esposizione dei "principi" che regolano l'esegesi figurativa patristica delle Scritture. Fu attaccata da Samuel Roffey Maitland in A letter to a friend, on the Tract for the times, no. 89 (1841). |
| 90     | 25 gennaio 1841         | Remarks on Certain Passages in the Thirty-Nine Articles | John Henry Newman                                        | Una protesta in seno all'Università di Oxford fu portata contro il Tract 90 da John Griffiths, Thomas Churton, Henry Bristow Wilson, e Archibald Tait; il risultante furore spinse alla fine il vescovo di Oxford a porre fine alla serie [dei Tracts]. |

## Successive pubblicazioni
Gli altri due ambiziosi progetti del Movimento di Oxford nel complesso furono concepiti e lanciati nello stesso periodo: la Library of Anglo-Catholic Theology che diede un'ampia ripubblicazione alle opere dei Caroline Divines e altri che furono citati nei Tracts; e la Library of the Fathers. Isaac Williams, con John Copeland, curò i Plain Sermons by Contributors to the Tracts for the Times, in dieci volumi, apparsi dal 1839 al 1848.